# Napeantheae
Napeantheae es una tribu perteneciente a la familia Gesneriaceae.

## Géneros
Tiene el siguiente género:
- Napeanthus